# Аджоа Андо
Аджоа Андо (на английски: Adjoa Andoh) е британска актриса. На сцената е играла главни роли в постановки на Кралската Шекспирова трупа, Кралския национален театър, Кралския придворен театър и театър „Алмейда“. Телевизионните ѝ роли включват два сезона на „Доктор Кой“, 90 епизода от дългогодишната медицинска драма на Би Би Си Casualty и сериала EastEnders, също на Би Би Си. Андо прави своя холивудски дебют през есента на 2009 г. с ролята на Бренда Мазибуко, началник на щаба на Нелсън Мандела, в драматичния филм на Клинт Истууд „Несломим“. От 2020 г. тя се превъплъщава в лейди Данбъри в романтичния сериал на Нетфликс „Бриджъртън“. През юли 2022 г. Андо става почетен член на Кралското литературно общество.

## Биография
Андо е родена в Клифтън, Бристъл. Майка ѝ, учителка, e англичанка, а баща ѝ е журналист и музикант от Гана. Андо рапочва да учи право в Bristol Polytechnic, но напуска след две години, за да преследва актьорска кариера.
Андо е бивш член на радиодраматичната трупа на Би Би Си. Нейните телевизионни участия включват Casualty (в ролята на Колет Грифитс, род. Киърни, от 2000 до 2003 г.), Джоната Крийк, EastEnders (в ролята на джаз певицата Карън, хазайката на Рейчъл Комински през 1991 г.) и The Tomorrow People (в ролята на Аманда Джеймс в историята „Връзката с Рамзес“ през 1995 г.).
Има няколко появи в „Доктор Кой“: през 2006 г. като сестра Джат в сезон 2, епизод „Нова земя“, и като медицинската сестра Албъртайн в аудиодрамата „Годината на прасето“. През 2007 г. тя се появява в няколко епизода от третия сезон в ролята на Франсин Джоунс, майка на Марта Джоунс. Отново играе тази роля във финала на сезон 4. В американския драматичен сериал „Бриджъртън“ (2020) Андо играе лейди Данбъри. Тя играе и гостуващата роля на Майка Ненеке във втория сезон на полско-американския фентъзи драматичен телевизионен сериал „Вещерът“ (2021).
Андо озвучава версиите на английски език на аудио книгите на поредицата от детективски романи „Дамска детективска агенция № 1“ на Алегзандър Маккол Смит и трилогията Imperial Radch Series на Ан Леки, както и детските книги на Джулия Джарман, Jessame Stories и More Jessame Stories . Озвучава „Силата“ от Наоми Алдерман, любимата книга на aамериканския президент Барак Обама за 2017 г.